# Turkmenenfront des Irak
Die Turkmenenfront des Irak (türkisch Irak Türkmen Cephesi, arabisch الجبهة التركمانية العراقية al-Dschabha at-Turkmaniyya al-ʿIraqiyya, auch kurz ITC genannt) ist eine turkmenische Partei des Irak, die der Türkei nahesteht.
Sie hat sich zum Ziel gesetzt, alle Turkmenen des Irak (Turkomanen) zu repräsentieren und strebt den Autonomiestatus des Gebietes Türkmeneli an. Der derzeitige Vorsitzende ist seit Mai 2011 Arschad (Erşet) Salihi, als Nachfolger von Sa'd ad-Din Arkidsch. Die Partei betreibt den Fernsehsender Türkmeneli TV, eine Zeitung und eine Website. Ihr Schwerpunkt ist die Stadt Kirkuk.

## Geschichte
Die ITC wurde am 25. April 1995 als Zusammenschluss von mehreren Parteien gegründet:
- Provinzialische Turkmenenpartei
- Irakisch turkmenische nationale Partei
- Bewegung unabhängiger Turkmenen
- Irakisch-turkmenische Gerechtigkeitspartei
- Turkmenisch islamische Bewegung des Iraks

Seit dem Sturz von Saddam Hussein 2003 beansprucht die ITC die Kontrolle über Kirkuk und andere Städte mit signifikanter turkmenischer Bevölkerung (Türkmeneli). Allerdings liegen diese Gebiete in der Autonomen Region Kurdistan. Auch lehnt die ITC einen föderalen Staat ab, der auf Ethnien aufbaut. Denn das würde bedeuten, dass die Kurden die meisten turkmenischen Gebiete beherrschen würden. Sie befürworten eher eine Aufteilung nach den jetzigen Provinzgrenzen. Allerdings hat die ITC auch den Wunsch nach einer autonomen turkmenischen Region geäußert, die sich von Tal Afar bis quer nach Kirkuk und darüber hinaus ziehen soll.
In der gegenwärtigen Irakkrise seit 2014, wurden viele Städte mit turkmenischen Einwohnern durch den IS erobert. Die ITC beschloss daraufhin im März 2015 eine turkmenische Brigade innerhalb der irakischen Armee mit 1500 Mann aufzubauen, um gegen den IS zu kämpfen. Die Kämpfer sollten durch die türkische Armee ausgebildet werden, die verschiedenen Stützpunkte im Irak hat, wo sie verschiedenen Anti-IS Gruppierungen ausbildet.

## Wahlergebnisse
Bei der ersten Wahl zum Repräsentantenrat des Irak im Januar 2005 errang die ITC landesweit mit 93.000 Stimmen 1,1 % und drei Mandate. Bei der nächsten Wahl im Dezember 2005 fiel sie mit knapp 88.000 Stimmen auf 0,7 %. Die ITC führte dieses schlechte Ergebnis auf Repressalien von kurdischer Seite zurück. Es seien viele Turkmenen an der Wahl gehindert oder aber keine Wahlurnen in turkmenischen Stadtteilen aufgestellt worden. Auch war die ITC dagegen, den Kurden, die nach dem Krieg 2003 nach Kirkuk zurückkehrten, das Wahlrecht zu gewähren. 
Bei der nächsten Wahl 2010 ging die ITC in verschiedenen Gouvernements mit verschiedenen Parteilisten Allianzen ein. So standen die Kandidaten der ITC für das Gouvernement Kirkuk auf der Liste der Irakischen Nationalbewegung von Iyad Allawi. Auf diese Weise konnten sie mit etwa 128.000 Stimmen 10 Mandate gewinnen. Bei der letzten Wahl 2014 konnte die ITC ihre Anzahl an 10 Sitzen halten. Die ITC bekam bei allen Wahlen den größten Teil ihrer Stimmen aus dem Gouvernement Kirkuk.
Die ITC nimmt auch an den Wahlen zum kurdischen Regionalparlament teil, wo sie 2013 mit 0,08 % der Stimmen einen der elf Minderheitensitze erhielt.